# Worowicze
Worowicze (ukr. Варовичі) – wieś na Ukrainie w rejonie wyszogrodzkim obwodu kijowskiego.